# تشارلي سوليفان
تشارلي سوليفان (بالإنجليزية: Charlie Sullivan)‏ هو لاعب كرة قاعدة أمريكي، ولد في 23 مايو 1903، وتوفي في 28 مايو 1935 في مايدن في الولايات المتحدة.

## وصلات خارجية
- تشارلي سوليفان على موقعبيزبول رفرنس.كوم (الدوري الرئيسي) (الإنجليزية)
- تشارلي سوليفان على موقعبيزبول رفرنس.كوم (الدوري الثانوي) (الإنجليزية)